# 6801 Střekov
6801 Strekov è un asteroide della fascia principale. Scoperto nel 1995, presenta un'orbita caratterizzata da un semiasse maggiore pari a 2,2072947 UA e da un'eccentricità di 0,1305101, inclinata di 5,21564° rispetto all'eclittica.